# La Unión (Huánuco)

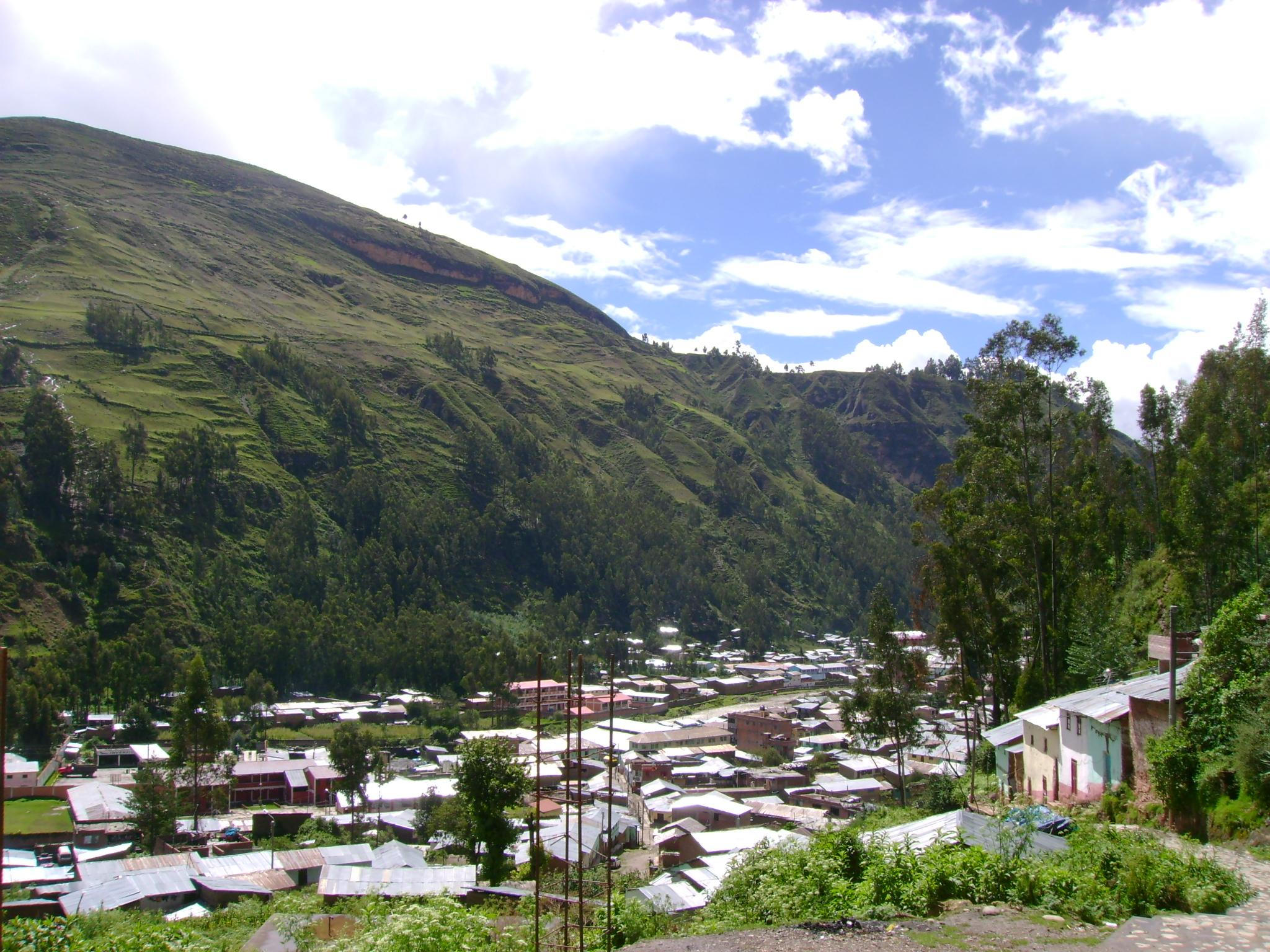
Blick von Süden auf La Unión

La Unión, ehemals auch Aguamiro genannt, ist eine Kleinstadt im Norden von Peru mit 5201 Einwohnern (Stand 2017). 10 Jahre zuvor lag die Einwohnerzahl bei 4836. Sie liegt im gleichnamigen Distrikt La Unión und ist die Hauptstadt der Provinz Dos de Mayo in der Verwaltungsregion Huánuco.

## Lage
Die Stadt liegt am rechten Flussufer des Río Vizcarra. Am gegenüber gelegenen Flussufer liegt Ripán, Verwaltungssitz des gleichnamigen Distrikts. Die Orte sind über zwei Brücken miteinander verbunden. La Unión liegt auf einer Höhe von 3204 m. In der Nähe der Stadt, auf einem flachen Plateau von etwa 3600 m Höhe über dem Meeresspiegel, liegt die berühmte Inka-Stadt Huánuco Pampa, auch genannt „Huánuco Marka“ oder „Huánuco Viejo“.

## Geographie
Die Lage der Stadt ist Ausgangspunkt zu anderen Orten in den angrenzenden Provinzen von Dos de Mayo (Llata, Chavinillo, Huánuco, Rondos), zu den anderen Distrikten der Provinz (Sillapata, Pachas, Yanas, Marias) sowie Huallanca bis Huaraz oder Chiquián in der Region Ancash. Im Straßenverkehr hat die Stadt die Funktion eines Mittelzentrums.

### Klima
Aufgrund seiner Höhenlage ist das Klima gemäßigt und trocken. Regenzeit ist von November bis April, in den verbleibenden Monaten Mai bis September ist Trockenzeit.
Während des Winters sind sintflutartige Regenfälle häufig. Gelegentlich treten auch Hagelstürme auf. In den Sommermonaten ist die Sonneneinstrahlung stark und es herrschen tagsüber hohe Temperaturen.

## Wirtschaft und Verkehr

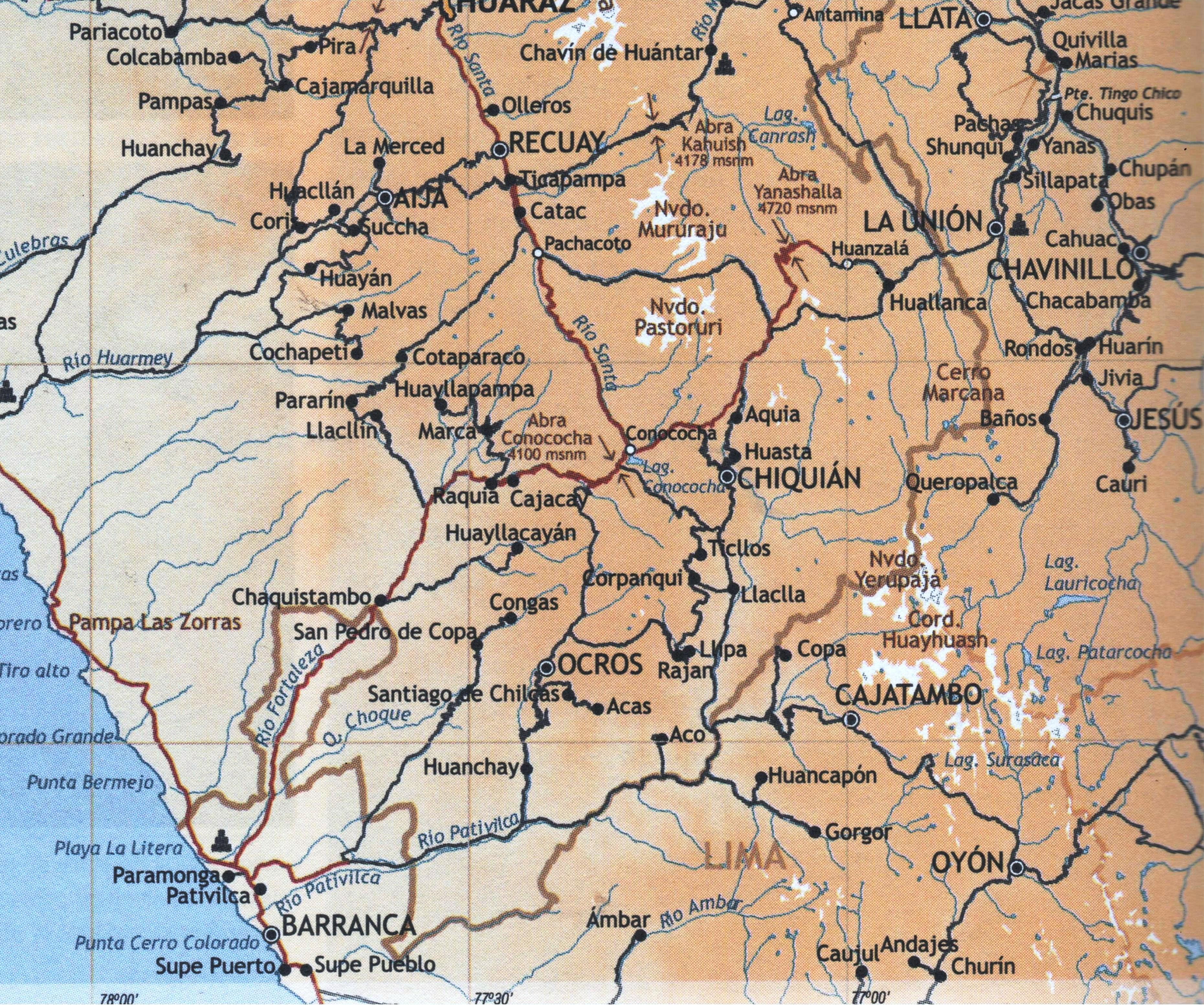
Straßenkarte von La Union

Die Karte zeigt den Weg nach La Union von der Stadt Paramonga in angrenzende Gebiete der Regionen von Ancash, Huánuco und Lima
Die Stadt ist ein Mittelzentrum. Sie verfügt über elektrische Beleuchtung, Wasser und Kanalisation. Telekommunikations- und Internet-Service wird durch die Firmen „Claro“ und „Movistar“ angeboten.
Durch seine geografische Lage und als Hauptstadt der Provinz ist La Union Handels- und Umschlagzentrum von Waren und landwirtschaftlichen Produkten der Umgebung. Im Umland werden Viehzucht, Obst- und Gemüseanbau betrieben. Außerdem werden Geräte für den Alltag produziert, es gibt Textilmanufakturen und Unternehmen, die im Tourismus engagiert sind. Die Stadt hat mit der Banco de la Nacióneine Bankniederlassung und ein regionales Krankenhaus.
Cáceres, ist eine der beiden Brücken über den Río Vizcarra. Sie steinerne Brücke ist nur für Fußgänger und Radfahrer geeignet.
Die zweite Brücke, aus Stahl und Holz konstruiert, wird für den motorisierten Verkehr verwendet und hat einen Fußgängerüberweg. Den öffentlichen Personennahverkehr bedienen die Transportgesellschaften „Turismo Cavassa“, „Turismo Armonía“, „Royal Bus“ und „Estrella Polar“. 

## Tourismus
Wegen seiner Höhenlage und der Lage am Fluss herrscht ein gemäßigtes und trockenes Klima, das für Menschen mit Atemwegserkrankungen ideal ist und die Stadt zu einem beliebten Erholungs- und Ferienort macht.
Sie ist Ausgangspunkt für Besichtigungen der Inka-Ruinen von „Huánuco Pampa“, die über eine unbefestigte Straße oder zu Fuß durch das Tal der Marcarragra zu erreichen sind. Andere Touristenziele sind der Panoramablick vom Cerro San Cristobal auf die Stadt und den Vizcarra-Fluss sowie eine Schlucht in der Nähe von „Gangash Mark“.
Die Thermalbäder von „Conoc“ liegen zwei Kilometer entfernt von La Union. Im Ort gibt es Gaststätten und Restaurants für die Touristen. Das wichtigste Fest ist die Ende Juli stattfindende „Fiesta del Sol“.

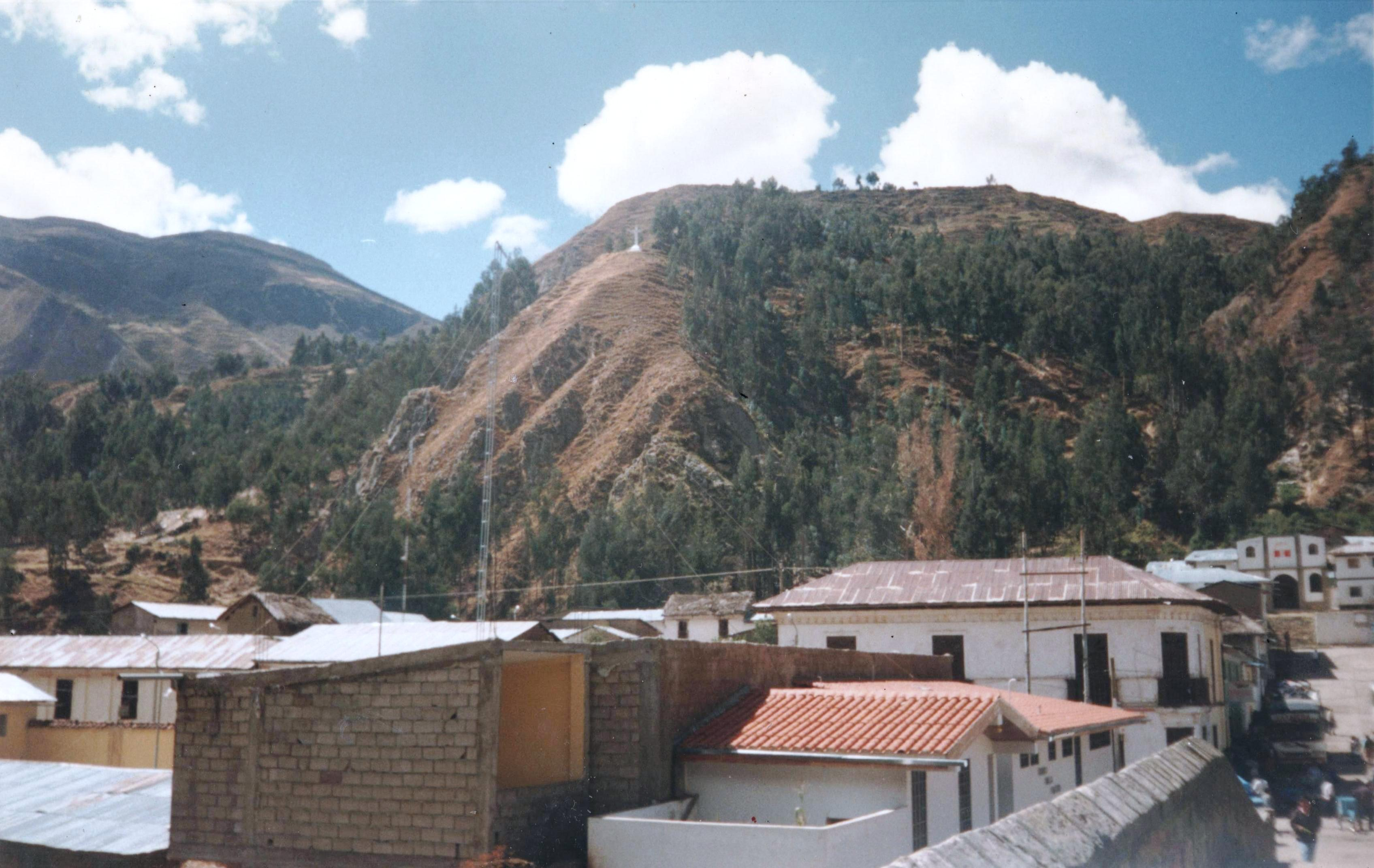
Cerro San Cristobal – La Unión im Sommer August 1997
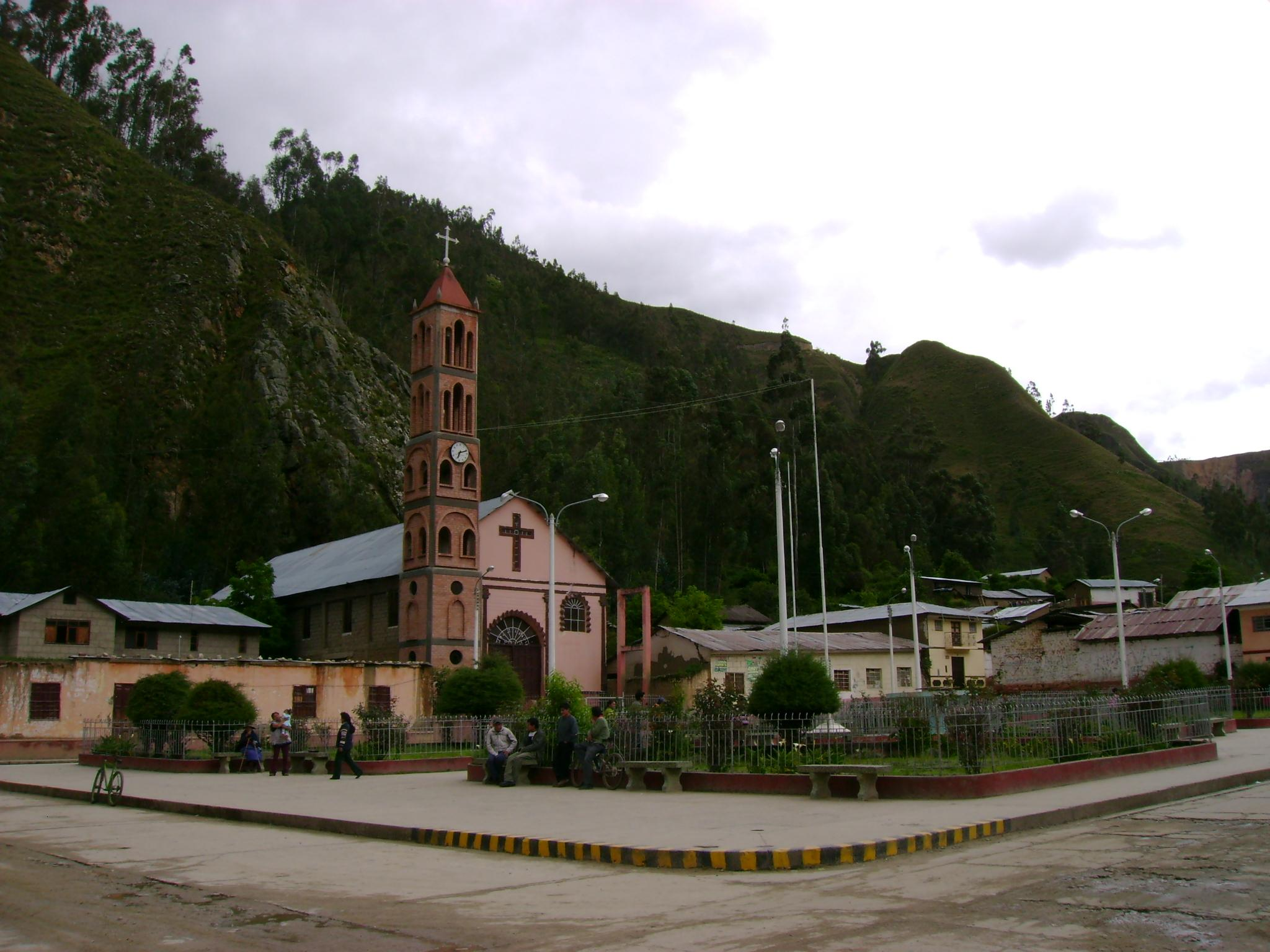
Plaza de Armas
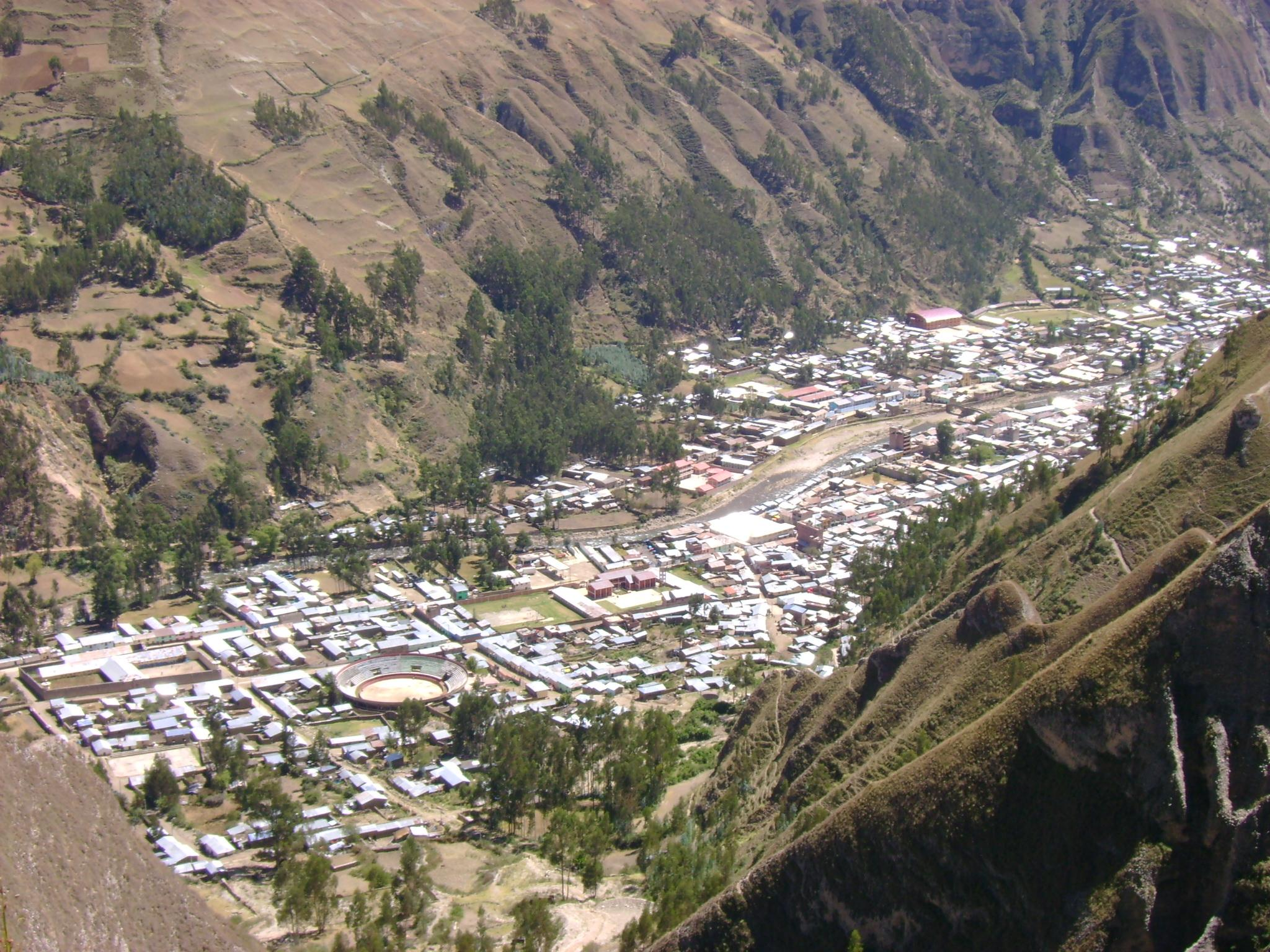
Gangash

## Söhne und Töchter der Stadt
- Augusto Cárdich